# Ордьяр
Ордья́р (фр. Ordiarp) — коммуна во Франции, находится в регионе Аквитания. Департамент — Атлантические Пиренеи. Входит в состав кантона Монтань-Баск. Округ коммуны — Олорон-Сент-Мари.
Код INSEE коммуны — 64424.

## География

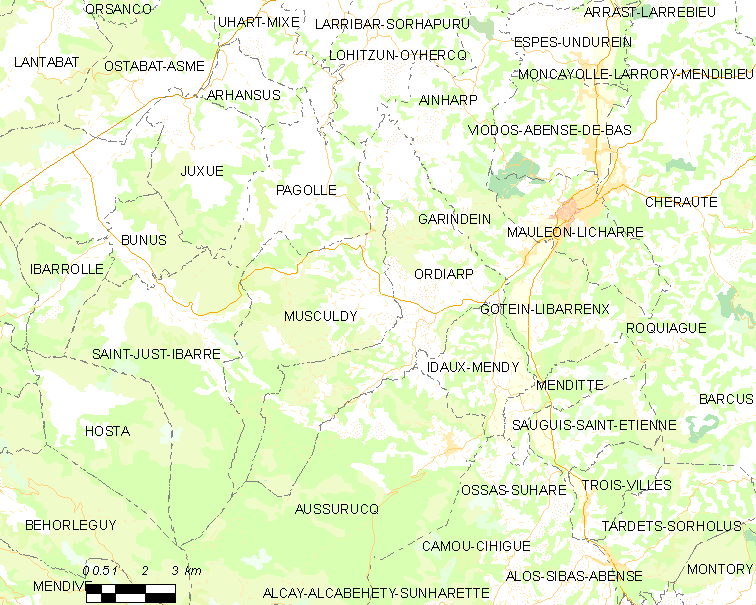
Карта коммуны

Коммуна расположена приблизительно в 680 км к югу от Парижа, в 190 км южнее Бордо, в 50 км к западу от По.
По территории коммуны протекают реки Сезон и Арангорена.

### Климат
Климат тёплый океанический. Зима мягкая, средняя температура января — от +5°С до +13°С, температуры ниже −10 °C бывают редко. Снег выпадает около 15 дней в году с ноября по апрель. Максимальная температура летом порядка 20-30 °C, выше 35 °C бывает очень редко. Количество осадков высокое, порядка 1100 мм в год. Характерна безветренная погода, сильные ветры очень редки.

## Население
Население коммуны на 2010 год составляло 526 человек.
| 1962 | 1968 | 1975 | 1982 | 1990 | 1999 | 2010 |
| ---- | ---- | ---- | ---- | ---- | ---- | ---- |
| 642  | 643  | 671  | 584  | 555  | 545  | 526  |

## Администрация
| Период | Период | Фамилия       | Партия | Примечания |
| ------ | ------ | ------------- | ------ | ---------- |
| 1995   | 2001   | Жан Ансо      |        |            |
| 2001   | 2020   | Арно Берроген |        |            |

## Экономика
В 2010 году среди 315 человек трудоспособного возраста (15-64 лет) 224 были экономически активными, 91 — неактивными (показатель активности — 71,1 %, в 1999 году было 68,1 %). Из 224 активных жителей работали 217 человек (122 мужчины и 95 женщин), безработных было 7 (4 мужчины и 3 женщины). Среди 91 неактивных 30 человек были учениками или студентами, 42 — пенсионерами, 19 были неактивными по другим причинам.

## Достопримечательности
- Церковь Св. Архангела Михаила (XII век). Исторический памятник с 1922 года[4]
- Протоисторическая укреплённая стоянка Гастелюзар. Исторический памятник с 1980 года[5]

## Фотогалерея

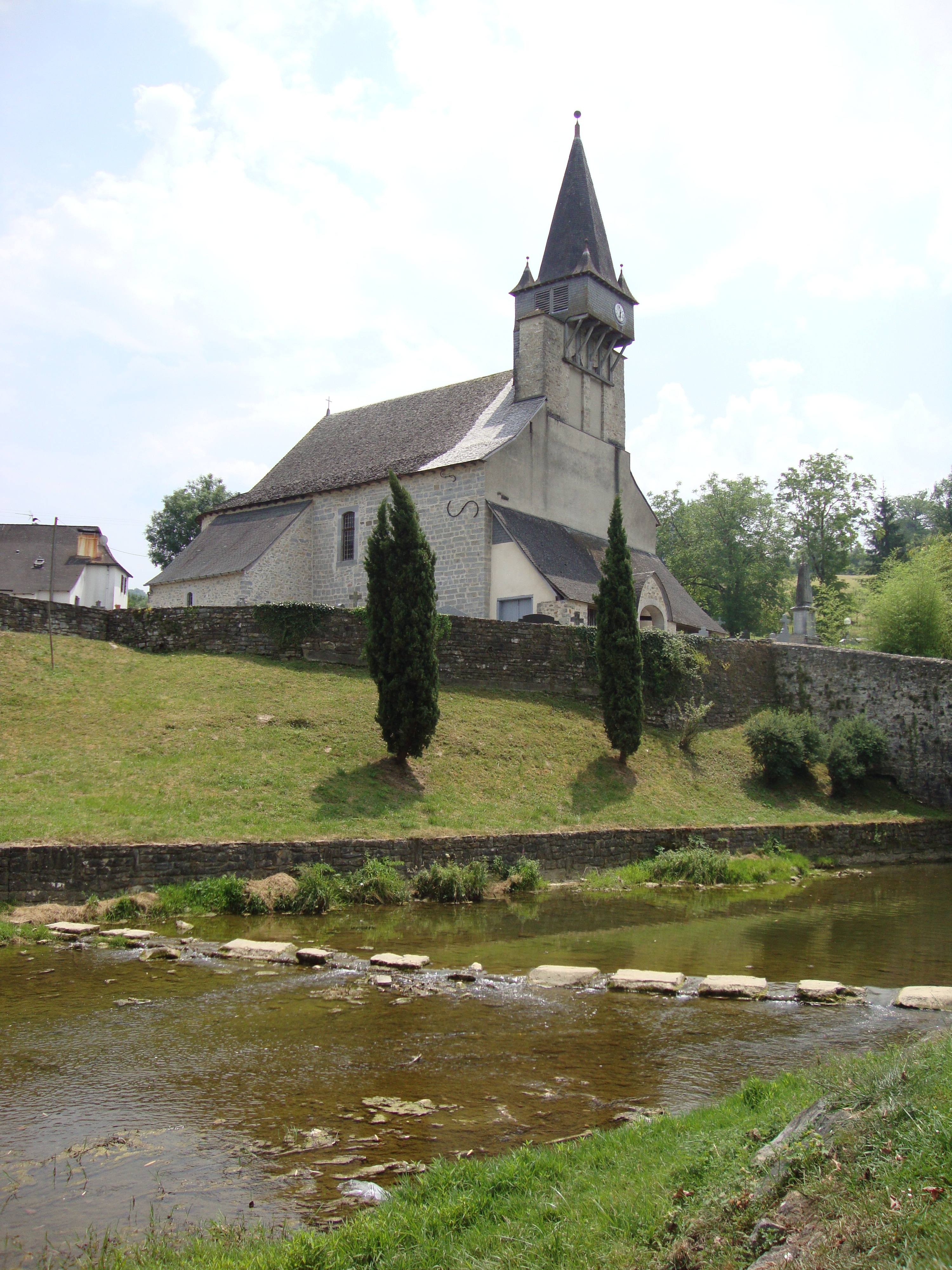
Церковь Св. Архангела Михаила
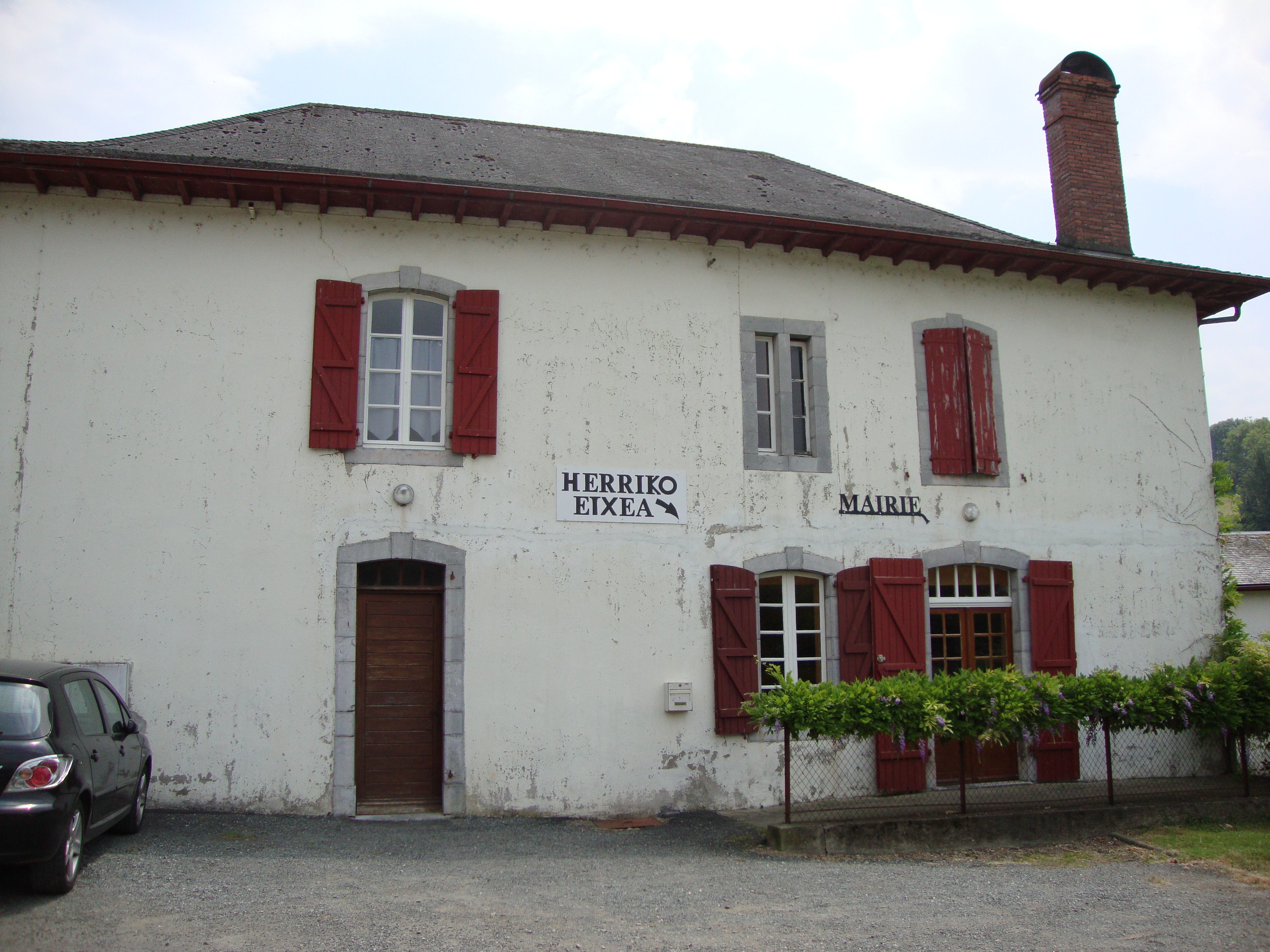
Мэрия
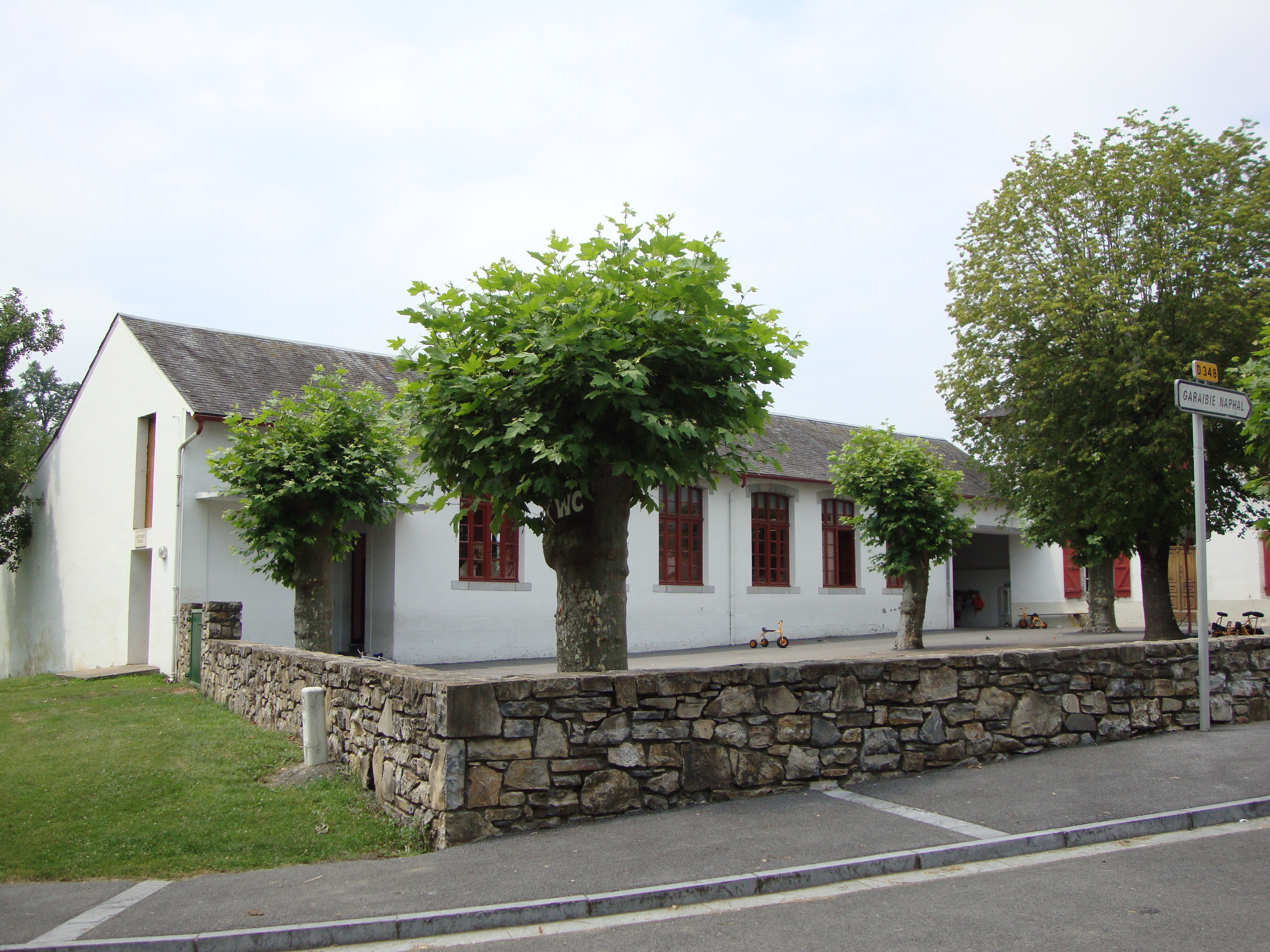
Школа
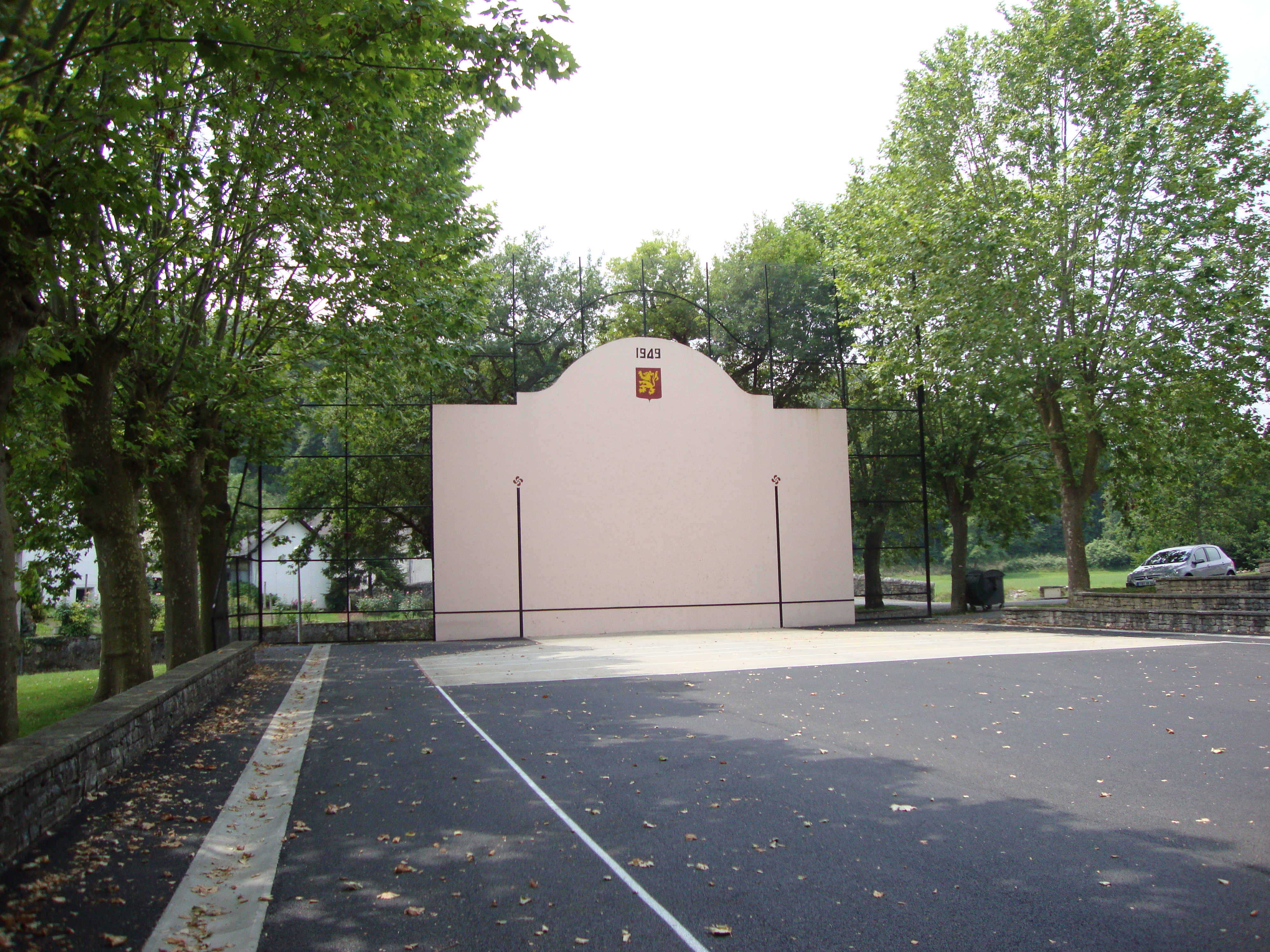
Фронтон (площадка для игры в пелоту)
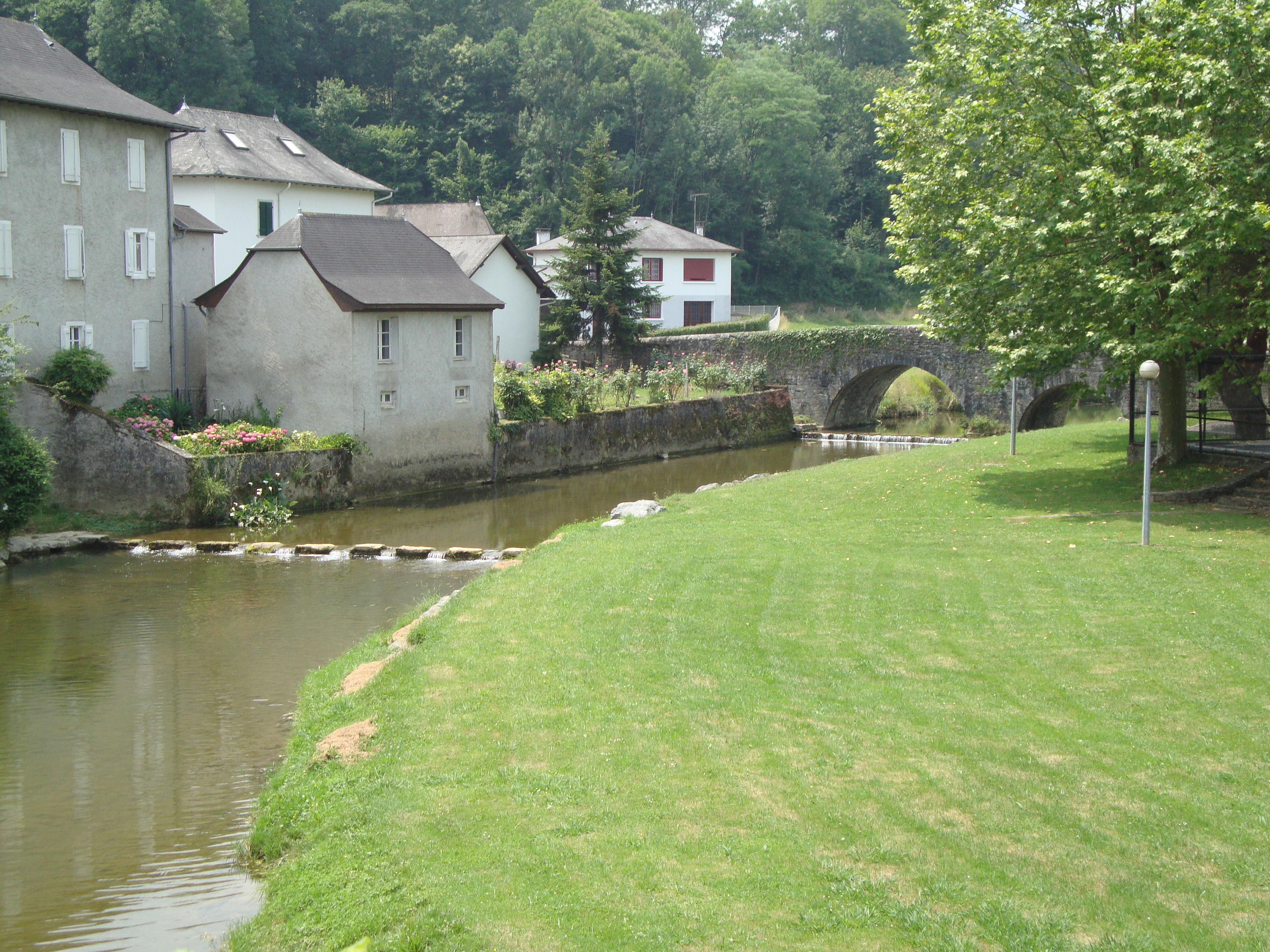
Река Арангорена
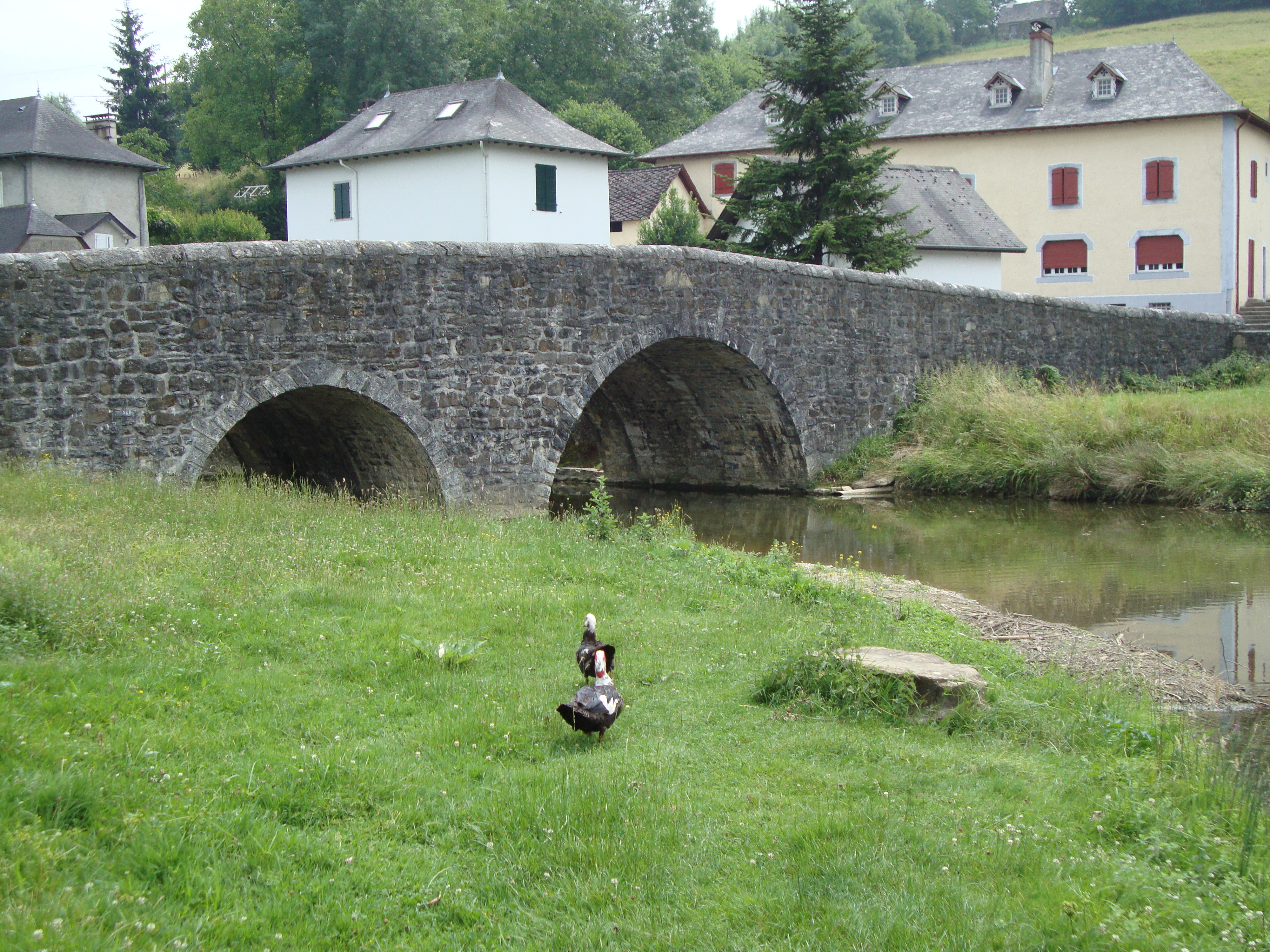
Мост через реку Арангорена
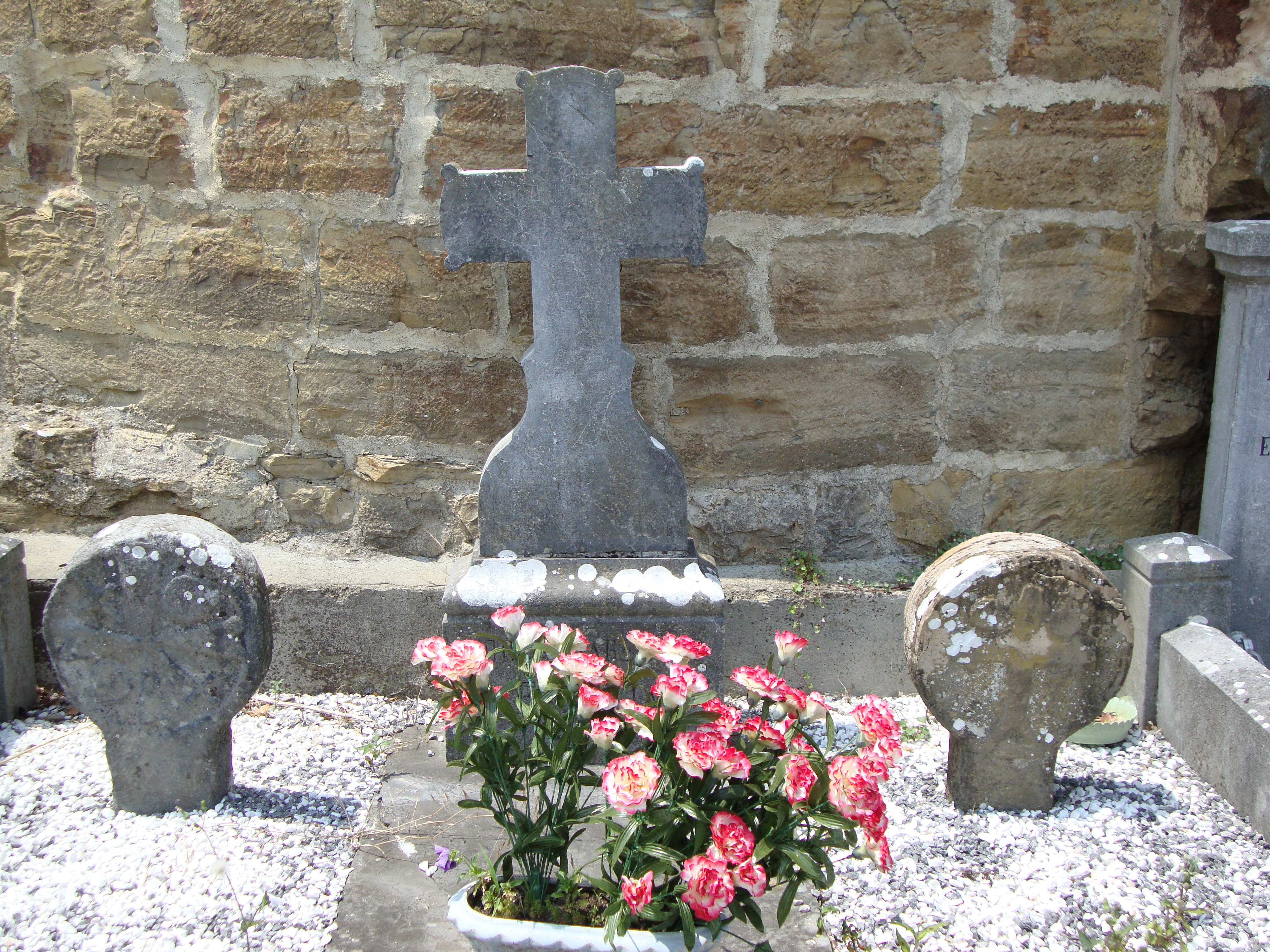
Баскские стелы
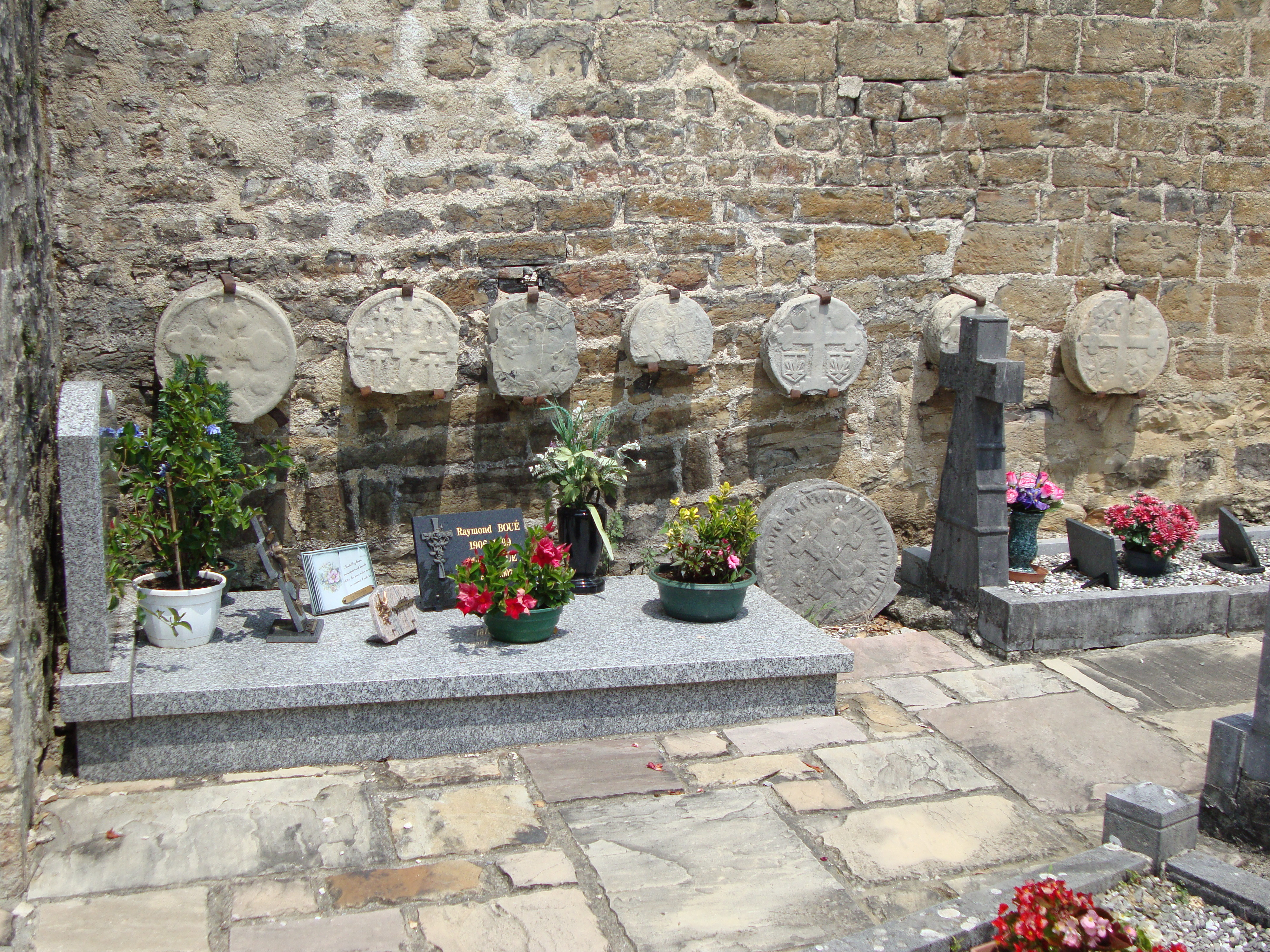
Баскские стелы